# Associazione Calcio Ravenna 1945-1946
Questa pagina raccoglie le informazioni riguardanti l'Associazione Calcio Ravenna nelle competizioni ufficiali della stagione 1945-1946.

## Stagione
Nella prima stagione del dopoguerra 1945-1946 il Ravenna disputa il girone I del campionato di Serie C Nord, piazzandosi in terza posizione in classifica con 27 punti. Il torneo è stato vinto con 29 punti dal Carpi davanti alla Bondenese con 28 punti, quarte con 25 punti il Faenza e la Centese. Il Carpi non è stato ammesso al girone di promozione per motivi di carattere disciplinare.

## Rosa
| N. |                   | Ruolo | Calciatore           |
| -- | ----------------- | ----- | -------------------- |
|    | Italia (bandiera) | P     | Elio Angelini        |
|    | Italia (bandiera) | D     | Giorgio Ballerini    |
|    | Italia (bandiera) | P     | Pietro Borghi        |
|    | Italia (bandiera) | D     | Domenico Bosi        |
|    | Italia (bandiera) | D     | Alfredo Calderoni    |
|    | Italia (bandiera) | A     | Francesco Cortesi    |
|    | Italia (bandiera) | A     | Silvano Dalle Vacche |
|    | Italia (bandiera) | C     | Alvaro Godoli        |
|    | Italia (bandiera) | C     | Cesare Masini        |

| N. |                   | Ruolo | Calciatore       |
| -- | ----------------- | ----- | ---------------- |
|    | Italia (bandiera) | A     | Ariano Monti     |
|    | Italia (bandiera) | A     | Aldo Perugini    |
|    | Italia (bandiera) | C     | Gastone Prendato |
|    | Italia (bandiera) | A     | E. Querzoli      |
|    | Italia (bandiera) | D     | Bruno Ruzza      |
|    | Italia (bandiera) | C     | Alessandro Sassi |
|    | Italia (bandiera) | D     | Sergio Serena    |
|    | Italia (bandiera) | C     | Gino Strocchi    |
|    | Italia (bandiera) | A     | Paolo Zampighi   |